# Hrafnhildur Lúthersdóttir
Hrafnhildur Lúthersdóttir (Reykjavík, 2 agosto 1991) è una nuotatrice islandese.
Nata in Islanda, vive negli Stati Uniti e studia all'Università della Florida.
Ha partecipato alle Olimpiadi di Londra 2012.

## Palmarès
- Europei

Londra 2016: argento nei 50m rana e nei 100m rana e bronzo nei 200m rana.
- Giochi dei piccoli stati d'Europa

Cipro 2009: oro nei 100m rana, nei 200m rana, nei 200m misti e nella 4x100m misti.
Liechtenstein 2011: oro nei 100m rana, nei 200m rana e nei 200m misti, argento nella 4x100m misti.
Lussemburgo 2013: oro nei 100m rana, nei 200m rana, nei 200m misti, nella 4x100m sl, nella 4x200m sl e nella 4x100m misti.
Islanda 2015: oro nei 200m misti.
San Marino 2017: oro nei 200m misti.